# Inner Terrestrials
Inner Terrestrials és un grup de punk rock del sud de Londres. La seva música és una barreja de punk, ska i folk, amb lletres sobre qüestions com l'anarquisme, els drets dels animals, la propietat de la terra, el sistema de classes o la guerra. Amb un plantejament anti-establishment i do it yourself, són coneguts i respectats a l'escena okupa del Regne Unit.
Format originalment per Jay Terrestrial i Fran Webber, el seu primer concert va ser al Queen Adelaide Pub de Penge el 14 de febrer de 1994. Paco Carreño, l'antic membre de Conflict, va ser-ne el bateria original.
El 2009, Inner Terrestrials va realitzar un concert amb Fun Lovin' Criminals per a finançar l'acció directa contra la indústria fustera. El febrer de 2015 va fer un concert per a recaptar fons per a les víctimes del conflicte entre Gaza i Israel al barri d'Uplands de Swansea.

## Discografia

### Àlbums d'estudi
- iT! (1996)
- X (2004)
- Tales of Terror (2012)
- Heart of the Free (2021)

### Àlbums en directe
- Escape from New Cross (1997)
- Live in Auxerre (DVD, 2003)
- Mud, Sweat and Beers (Live at Endorse-It) (DVD, 2008)

### EP
- Enter The Dragon (1999)
- Guns of Brixton (2003)